# Lobo Bobo
"Lobo Bobo" é uma canção de Carlos Lyra e Ronaldo Bôscoli gravada por João Gilberto no seu álbum de estreia, Chega de Saudade, com arranjos e produção de Antônio Carlos Jobim e Aloísio de Oliveira e lançada em 1959 pela Odeon.

## História
A canção foi escrita por Bôscoli e Lyra depois do primeiro ter uma conversa com André Midani, diretor comercial da gravadora Odeon na época, onde Midani sugeriu a Bôscoli que prestasse atenção ao rock de Celly e Tony Campelo, que era tematicamente mais próximo do público jovem e, por isso, fazia mais sucesso. Bôscoli foi para casa pensando no assunto e resolveu escrever uma letra cheia de malícia que destoasse completamente da maioria das canções da bossa nova, completamente assexuadas, falando sobre barquinhos e flores.
A canção tornou-se um clássico da bossa nova sendo gravada por diversos intérpretes, como: João Gilberto, Walter Wanderley, Wilson Simonal, Leila Pinheiro, Carlos Lyra, Emílio Santiago, Ed Motta e Luiz Caldas.

## Versão por Wilson Simonal
A versão de Simonal foi lançada como lado B do compacto contendo Nanã (arranjada por Eumir Deodato), e, juntamente com a faixa principal, é responsável por abrir caminho para o álbum lançado aquele ano, tendo recebido uma execução radiofônica maior e mais ampla do que Balanço Zona Sul, lançada no álbum de estreia do cantor, Tem "Algo Mais", de 1963. Assim, o disco A Nova Dimensão do Samba, lançado em agosto de 1964, alcançou êxito comercial e de crítica maior que o primeiro álbum, vindo, inclusive, a ser considerado pela revista Playboy como um dos 10 melhores álbuns brasileiros de todos os tempos.
A versão de Simonal é bem sincopada, com uma redivisão melódica da canção efetuada pelo cantor ao alterar o tempo forte das palavras, dando mais balanço à música. É, também, uma canção emblemática quanto ao futuro caminho traçado pela carreira de Simonal, já que a canção funde arranjos próximos à bossa nova e ao jazz com temáticas mais afeitas ao rock, tudo com muito suingue. "Lobo Bobo" foi também a última canção gravada por Simonal, para o disco ao vivo Casa da Bossa, produzido por César Camargo Mariano, e lançado em 1997. Neste disco, faz um dueto com Sandra de Sá, que foi escolhida depois que Ivete Sangalo, que era quem estava programada para cantar a canção com o cantor carioca, teve um problema com a voz. Durante a gravação, Simonal roubou a cena quando ocorreu uma falha técnica nos equipamentos e ele entreteve a plateia, que contava apenas com formadores de opinião, por mais de 40 minutos. Esta performance rendeu um convite para o cantor gravar um álbum pela PolyGram, com César Camargo Mariano produzindo, o que nunca se concretizou.